# 天主教韋爾瓦教區
天主教韋爾瓦教區（拉丁語：Dioecesis Onubensis）是羅馬天主教一個教區，位於西班牙韋爾瓦省首府韋爾瓦，屬西維爾總教區。
教區於1953年10月22日成立，1971年7月2日易名。教區於2007年時有464,440名教友（佔轄區總人口483,792人中96%）、170個堂區、153名司鐸、15名執事、58名修士和369名修女。
現任教區主教為聖雅各伯·戈梅斯-謝拉，榮休主教為若瑟·比拉普拉纳-布拉斯科。